# Karangtanjung (Candi)
Karangtanjung is een bestuurslaag in het regentschap Sidoarjo van de provincie Oost-Java, Indonesië. Karangtanjung telt 7175 inwoners (volkstelling 2010).